# الصادق شورو

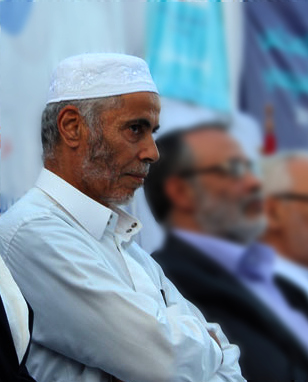
الصادق شورو في اجتماع لحركة النهضة

الصادق شورو من مواليد 1952 رئيس سابق لحركة النهضة التونسية والقريبة من فكر الإخوان المسلمين، وهو حافظ للقرآن الكريم. وحاصل على دكتوراه في الكيمياء من كلية العلوم بتونس، ومدرس بكلية الطب بتونس في مادة الكيمياء إلى حدود اعتقاله سنة 1991 وعضو بلجنة البحث العلمي في تخصصه بالمركز الجامعي للبحث العلمي بمنطقة برج السدرية في الضاحية الجنوبية للعاصمة تونس، وعضو بنقابة التعليم للاتحاد العام التونسي للشغل.

وحضر المؤتمر التأسيسي للاتحاد العام التونسي للطلبة. 

انضمّ الدكتور شورو لعضوية مجلس الشورى المركزي لحركة النهضة منذ بداية الثمانينات، وانتخب في مؤتمرها المنعقد في 1988 رئيسا لها وواصل القيام بتلك المهمة حتى اعتقل في 17 فيفري 1991.

حوكم أمام المحكمة العسكرية بتونس في صائفة 1992 على رأس 265 متهما من قياديي حركة النهضة. وقد طالب الادعاء العام بإعدامه، ولكن اكتفت المحكمة بالحكم عليه بالسجن مدى الحياة. ونقل بعد ذلك لأكثر من سجن. ومما أثر عنه أمام المحكمة العسكرية قوله: يا سيادة القاضي إذا كنتم بعملكم هذا تريدون اجتثاث حركة النهضة من مجتمعها ومن التربة التي أنبتتها، فهي شجرة أصلها ثابت وفرعها في السماء. 

بعد الثورة التونسية، أصبح الشيخ الصادق شورو نائبا في المجلس الوطني التأسيسي الذي انتخب في 23 أكتوبر 2011، عن حركة النهضة التي فازت بأغلبية المقاعد.

## مؤلفات
صدر في صيف 2013 كتاب للشيخ الصادق شورو بعنوان المجتمع المدني الإسلامي، قراءة في سورة البلد.

## وصلات خارجية
- بعد 18 سنة سجناً قضاها تحت التعذيب.. الرئيس السابق لـ«حركة النهضة» يعود إلى السجن ظلماً، مجلة المجتمع، 20 ديسمبر 2008م
- أول حوار مع الرئيس الأسبق للحركة الإسلامية في تونس: الصادق شورو: «النهضة» تراجعت ولكنها لم تتصدع تنظيميا، 8 نوفمبر 2008م
- حركة الاتجاه الإسلامي بتونس«حزب النهضة»، إعداد الندوة العالمية للشباب الإسلامي، موقع صيد الفوائد